# Everything I Wanted
"Everything I Wanted" er en dance pop-sang af den australske sangeren Dannii Minogue fra hendes tredje studiealbum Girl (1997). Sangen blev skrevet af Minogue, Mark Taylor og Steve Torch, og blev produceret af Metro.
Sangen blev udgivet som albummets anden single i fjerde kvartal af 1997 og fik en positiv modtagelse fra kritikere. I Australien nåede sangen kun nummer 44 på ARIA Charts men var en var et større hit i Storbritannien og nåede nummer femten på UK Singles Chart med et salg på 70.000 eksemplarer.

## Formater og sporliste
CD single 1
1. "Everything I Wanted" (Radio Edit) – 3:44
2. "Everything I Wanted" (Xenomania Radio Edit) – 4:46
3. "Everything I Wanted" (Album Version) – 4:37
4. "Everything I Wanted" (Xenomania 12" Mix) – 7:09

CD single 2
1. "Everything I Wanted" (Trouser Enthusiasts' Golden Delicious Mix) – 11:14
2. "Everything I Wanted" (Jupiter 6 Soul Surround Mix) – 6:54
3. "Everything I Wanted" (Xenomania 12" Instrumental) – 7:08
4. "Everything I Wanted" (Trouser Ethusiasts Liquid Silk Dub) – 11:10

Britiske kassette
1. "Everything I Wanted" (Radio Edit) – 3:44
2. "Everything I Wanted" (Xenomania Radio Edit) – 4:46
3. "Everything I Wanted" (Album Version) – 4:37

## Hitlister
| Hitliste (1997)                    | Placering |
| ---------------------------------- | --------- |
| Australien (ARIA Charts)           | 44        |
| Europa (Eurochart Hot 100 Singles) | 77        |
| Skotland (OCC)                     | 16        |
| Storbritannien (OCC)               | 15        |